# Lama Bamba
Pour les articles homonymes, voir Bamba.
Lama Bamba, né le 3 avril 1957, est un entraîneur de football de Côte d'Ivoire.

## Carrière
Il a été sélectionneur de l'équipe nationale de Côte d'Ivoire et ancien entraîneur du Stade malien et du club Séwé Sports de San Pedro.